# Murti

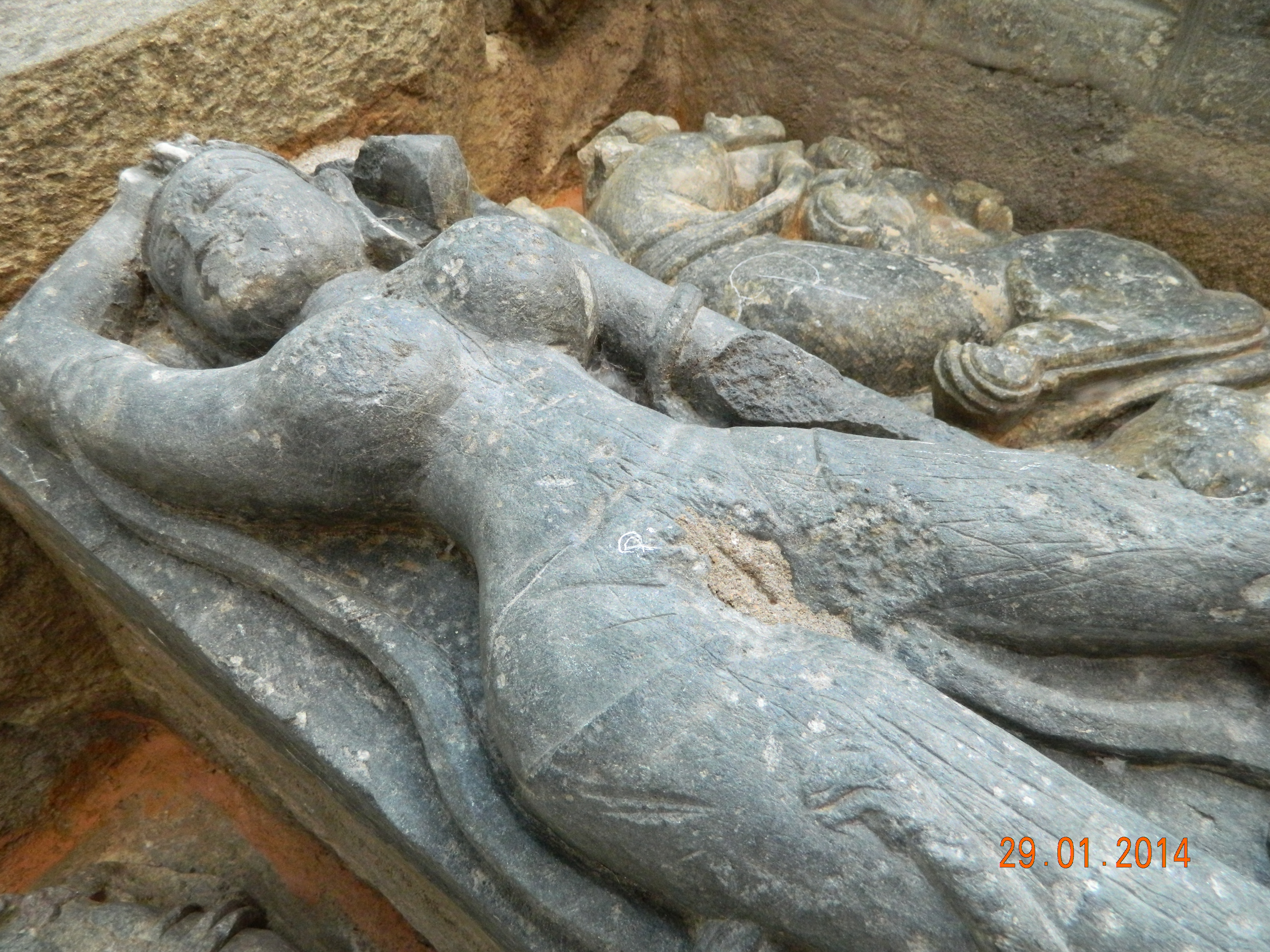

Un murti, en la tradició hindú, és una imatge devocional, com una estàtua o una icona, d'una deïtat o sant utilitzada durant la puja i/o en altres formes habituals d'expressar activament devoció o reverència - sigui en ⁣⁣temples o santuaris hindús. Un mūrti és una icona simbòlica que representa la divinitat amb el propòsit d'activitats devocionals. Així, no totes les icones de déus i sants són mūrti; per exemple, les representacions purament decoratives de figures divines sovint adornen l'arquitectura del temple hindú en marcs de portes tallats, en parets pintades de colors i cúpules de terrat esculpides amb ornamentació. Un mūrti en si no és Déu, però és una forma representativa, una encarnació simbòlica o una manifestació icònica de Déu.
Els murti també es troben en algunes tradicions jainistes no teistes, on serveixen com a símbols de mortals venerats dins dels temples jainistes i són adorats en rituals murtipujaka.
Normalment, un murti es fa tallant pedra, treballant la fusta, fosa de metall o mitjançant ceràmica. Els textos de l'època antiga que descriuen les seves proporcions, posicions i gestos adequats inclouen els Puranas, Agamas i Samhitas. Les expressions en un murti varien en diverses tradicions hindús, que van des de ugra (enfadat) simbolisme per expressar destrucció, por i violència (Durga, Kali) a saumya (calma) simbolisme per expressar alegria, coneixement i harmonia (Saraswati, Lakshmi i Ganesha). Les imatges de Saumya són més comunes als temples hindús. Altres formes de murti que es troben a l'hinduisme inclouen el lingam.
Un murti és una encarnació del diví, la realitat última o Brahman, per a alguns hindús. En un context religiós, es troben en temples o cases hindús, on poden ser tractats com a convidats estimats i servir com a participant de puja. En altres ocasions, serveixen de centre d'atenció en les processons festives anuals; aquests s'anomenen utsava murti. Els primers murti són esmentats per Pāṇini al segle IV aC. Abans d'això, el terreny ritual agnicayana semblava servir com a plantilla per al temple.
Un murti també es pot referir com a vigraha, pratima o simplement deïtat.
Els devots hindús van als mandirs per prendre darshan, portant ofrenes preparades de naivedya per ser beneïts a l'altar davant la deïtat', i per fer puja i aarti.